# La Dessalinienne
La Dessalinienne est l'hymne national d'Haïti, adopté comme tel en 1904.
L'avocat, journaliste et lodyanseur Justin Lhérisson (1873-1907) en a écrit les paroles à l'occasion du centenaire de l'indépendance haïtienne, et Nicolas Geffrard a composé la musique.
L'hymne a reçu son nom en l'honneur de Jean-Jacques Dessalines (1758-1806), premier empereur d'Haïti (1804-1806) et un des « pères » de son indépendance. 
En tant qu'hymne national, La Dessalinienne a succédé à Quand nos Aïeux brisèrent leurs entraves, dont le titre original est Chant National, et l'auteur Charles Alexis Oswald Durand

## Paroles
| Paroles en français | Paroles en créole haïtien |
| --- | --- |

Drapeau d'Haïti.

| Pour le Pays, pour les Ancêtres Marchons unis, marchons unis Dans nos rangs point de traîtres Du sol soyons seuls maîtres Marchons unis, marchons unis Pour le Pays, pour les Ancêtres Marchons, marchons, marchons unis Pour le Pays, pour les Ancêtres Pour les Aïeux, pour la Patrie Bêchons joyeux, bêchons joyeux Quand le champ fructifie L'âme se fortifie Bêchons joyeux, bêchons joyeux Pour les Aïeux, pour la Patrie Bêchons, bêchons, bêchons joyeux Pour les Aïeux, pour la Patrie Pour le Pays et pour nos Pères Formons des Fils, formons des Fils Libres, forts et prospères Toujours nous serons frères Formons des Fils, formons des Fils Pour le Pays et pour nos Pères Formons, formons, formons des Fils Pour le Pays et pour nos Pères Pour les Aïeux, pour la Patrie O Dieu des Preux, O Dieu des Preux Sous ta garde infinie Prends nos droits, notre vie O Dieu des Preux, O Dieu des Preux Pour les Aïeux, pour la Patrie O Dieu, O Dieu, O Dieu des Preux Pour les Aïeux, pour la Patrie Pour le Drapeau, pour la Patrie Mourir est beau, mourir est beau Notre passé nous crie: Ayez l'âme aguerrie Mourir est beau, mourir est beau Pour le Drapeau, pour la Patrie Mourir, mourir, mourir est beau Pour le Drapeau, pour la Patrie | Pou Ayiti peyi Zansèt yo Se pou n mache men nan lamen Nan mitan n pa fèt pou gen trèt Nou fèt pou n sèl mèt tèt nou An nou mache men nan lamen Pou Ayiti ka vin pi bèl An nou, an nou, met tèt ansanm Pou Ayiti onon tout Zansèt yo. Pou Ayiti onon Zansèt yo Se pou n sekle se pou n plante Se nan tè tout fòs nou chita Se li k ba nou manje Ann bite tè, ann voye wou Ak kè kontan, fòk tè a bay. Sekle, wouze, fanm kou gason Pou n rive viv ak sèl fòs ponyèt nou. Pou Ayiti ak pou Zansèt yo Fò nou kapab vanyan gason Moun pa fèt pou ret avèk moun Se sa k fè tout Manman ak tout Papa Dwe pou voye Timoun lekòl Pou yo aprann, pou yo konnen Sa Tousen, Desalin, Kristòf, Petyon Te fè pou wet Ayisyen anba bòt blan. Pou Ayiti onon Zansèt yo Ann leve tèt nou gad anlè Pou tout moun, mande Granmèt la Pou l ba nou pwoteksyon Pou move zanj pa detounen n Pou n ka mache nan bon chimen Pou libète ka libète Fòk lajistis blayi sou peyi a. Nou g on drapo tankou tout Pèp. Se pou n renmen l, mouri pou li. Se pa kado, blan te fè nou Se san Zansèt nou yo ki te koule Pou nou kenbe drapo nou wo Se pou n travay met tèt ansanm. Pou lòt peyi, ka respekte l Drapo sila a se nanm tout Ayisyen. |

## Autres hymnes d'Haïti
En plus de La Dessalinienne, l'hymne national, Haïti fait également usage de deux autres hymnes protocolaires : l'hymne présidentiel, Quand nos Aïeux brisèrent leurs entraves, et l'Hymne à la jeunesse, également intitulée Fière Haïti.